# قرناو
قرناو أو قَرنا (بخط المسند: )، (وتسمى اليوم: مَعين) هي مدينة قديمة تقع في محافظة الجوف في شمال اليمن، وكانت عاصمة مملكة معين القديمة، إلى جانب مدن الجوف الأخرى: كمنه ونشّان وهرم ويثل. وتقع قرناو على بعد 10 كم شمال مدينة يثل (حالياً: براقش)، على الضفة الشمالية من وادي مَذَاب.
يُفترض أن قرناو قد تأسست في الوقت الذي ظهرت فيه مملكة معين في حوالي القرن الثامن قبل الميلاد. أُقيمت قرناو على تل يبلغ ارتفاعه حوالي 10 أمتار، وبتصميم مستطيل يبلغ قياس كل جانب منه حوالي 350 × 240 مترًا. يقطعها شارع رئيسي مستقيم تمامًا، يؤدي من البوابة الغربية إلى البوابة الشرقية. تم تخطيط المدينة بعناية من الداخل. في نهاية مملكة معين في القرن الأول قبل الميلاد، فقدت قرناو أهميتها، وربما تم التخلي عنها بعد فترة قصيرة.

## فهرس
- أحمد فخري: رحلة أثرية إلى اليمن . القاهرة 1951–52
- واو برون: Inventaire des Inscriptions sudarabiques . توم 3. معين (ف. أ-ب). باريس روما 1998.